# 熱

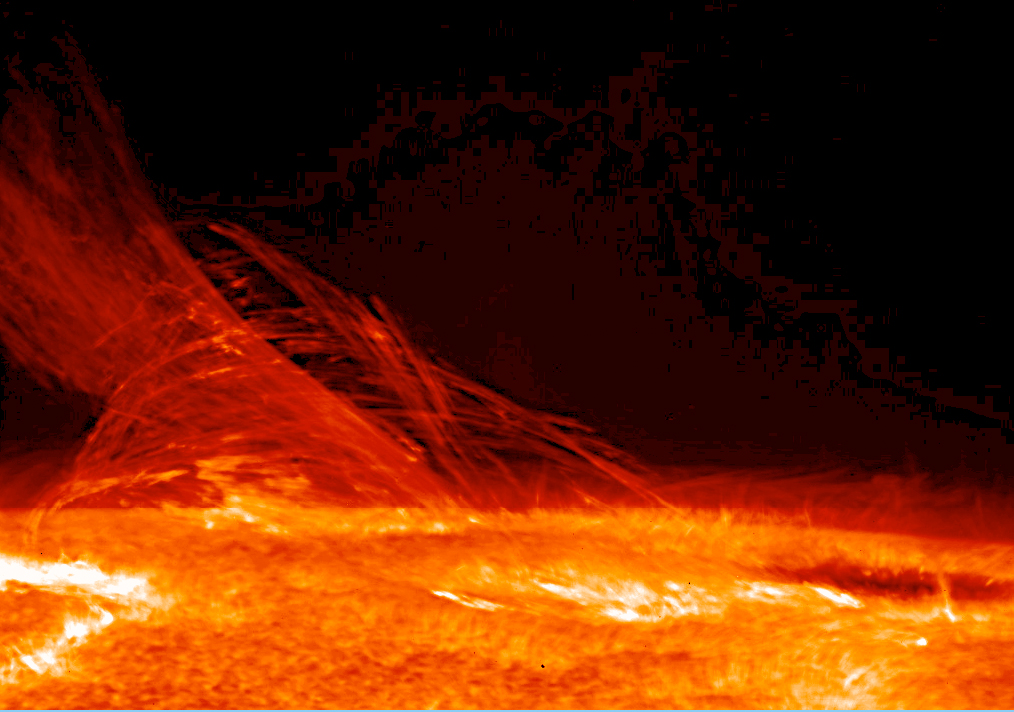
太陽の熱放射は、生命活動のエネルギー源である。

物理学の熱力学において、熱（ねつ、英: heat）は、ある物体から別の物体へのエネルギーの自発的な流れのことである。エネルギーは「状態量」であり、熱は「流れ」であるので、この両者は明確に異なるものである。
熱とは、ある系のエネルギーの変化から力学的な仕事を差し引いたものと定義される。

## 概要
熱はエネルギーの移動形態の一つである。スコットランドの物理学者ジェームズ・クラーク・マクスウェルは1871年、「熱」の現代的定義を初めて発表した。マックスウェルの熱の定義は4つの規定で概説される。1つ目は熱力学第二法則によるもので、「（熱とは）ある物体から別の物体へ伝達される何か」だという規定である。2つ目は熱を数学的に扱うための「測定値」の規定である。3つ目は、熱が力学的仕事のような物質的でない何かに変換されることもあるため、「（熱を）物質として扱うことが出来ない」という規定である。最後は、「（熱は）エネルギーの1つの形態である」という規定である。
物体間で仕事を通じて移動する以外のエネルギーの移動形態を熱という。「熱」という形態を通して移動したエネルギーの量を「熱量」という。
熱は物体内に蓄えられるものではない。仕事と同様、それはある物体から別の物体への「エネルギーの移動」としてのみ存在する。熱の形で系にエネルギーを加えると系を構成する原子や分子の運動エネルギーや位置エネルギーの形をとる。
熱は必ず高温の物体から低温の物体へと移動する。低温の物体から高温の物体へと自発的に熱が移動することはない（熱力学第二法則と密接な関係がある事項である）。熱が移動した際に外部に熱が流出しなかったならば、高温の物体が放出した熱量と、低温の物体が接触した物体から得た熱量は等しい。また、同じ温度ならばみかけ上熱の移動はなく、この状態を熱平衡状態という。
熱力学第一法則によれば、孤立系のエネルギーは保存される。従って系の持つエネルギーを変化させるにはその系から外界に、あるいは外界からその系にエネルギーを伝達しなければならない。ある系にエネルギーを伝達する方法は、熱と仕事しかない。ある物体に仕事を行うということは定義上、その系にエネルギーを伝達することに他ならず、それによってその物体の外部パラメータ（例えば、体積、磁化、重力場における重心の位置など）が変化する。熱はそれら以外の手段による物体へのエネルギー伝達である。
熱平衡に近い複数の物体の場合、温度という概念が定義できるなら、熱伝達は物体間の温度差に関連する。それは複数の物体が相互に熱平衡状態に近づく不可逆過程である。

### 運動エネルギーと熱の関係
物質（注目する熱力学系）へ熱や仕事として加えられる（または引き去られる）エネルギーは、微視的にはその物質を構成する分子や原子の運動エネルギーや位置エネルギーの変化と見なせる。統計力学において内部エネルギーは、その物質が取り得る微視的状態から定義される統計集団を用いて、（その統計集団における）エネルギーの期待値として与えられる。特に理想気体の場合、気体分子間の相互作用は無視でき、内部エネルギーは気体分子の運動エネルギーの期待値と直接結び付けられる。例えば理想気体へ熱を加えると、それは気体分子が持つ運動エネルギーの平均を増加させることになる。

## 熱量の単位
熱量の国際単位系における計量単位は ジュール（J）である。ジュールはSI組立単位の一つであり、SI基本単位であるキログラム（kg）・メートル（m）・秒（s）を用いて J = kg⋅m2⋅s−2 と表せる。あるいは力の単位であるニュートン（N）を用いて J = N⋅m と表すこともできる。
また国際単位系には含まれないが、伝統的な熱量の単位として、カロリー（cal）や英熱量（Btu）がある。これらの単位は、歴史的には単位質量の水の温度を基準となる温度から（採用している温度単位で）1度上昇するために必要な熱量として定義されていたが、現在は様々な方法で再定義されている。そのため、SI単位換算で値が異なる定義が複数存在する。
熱と力学的な仕事はともにエネルギーの移動の一形態であり、いずれもエネルギーの単位であるジュールを用いて表せることが知られている。歴史的には熱と仕事は別個の量と認識されており、熱の仕事当量の測定などを通じて熱量と仕事の等価性が確かめられている。
国際単位系におけるエネルギーの単位時間当たりの移動量の単位はワット (W) である。ワットはジュール毎秒（J/s）に等しい。

### 日本の計量法における熱量の単位
日本の計量法において、熱量の計量単位は、ジュール又はワット秒、ワット時と定められている。なお、仕事の計量単位も電力量の計量単位もジュール又はワット秒、ワット時である。
1999年10月以降、計量単位としてのカロリーの使用は特殊の計量である「人若しくは動物が摂取する物の熱量又は人若しくは動物が代謝により消費する熱量の計量」にのみ用いることができる。そして2002年4月以降、中学校学習指導要領において、熱量の計量単位は、ジュールを用いることとされた。カロリーの使用制限の経緯および栄養学における使用については「カロリー」の項を参照。

## 記法
熱伝達で移されるエネルギー総量（amount of heat）は一般に Q で表され、一般に熱量と呼ばれる。その正負は、ある物質（熱力学系）が外界に熱を放出する場合を負（Q < 0）、ある物質が外界から熱を吸収する場合を正 （Q > 0）とするように定義される。
単位時間当たりの熱流 (heat transfer rate) は熱量の時間微分として表される。
{\displaystyle {\dot {Q}}={\frac {dQ}{dt}}}
熱流束 (heat flux) は単位面積の断面を通過する単位時間当たりの熱流と定義され、q と表記される。

## 内部エネルギー
熱に関連する内部エネルギーという用語は、物体の温度を上げることで増加するエネルギーにほぼ相当する。
熱 {\displaystyle Q} は系の内部エネルギー {\displaystyle U} とその系がなす仕事 {\displaystyle W} とに関係し、熱力学第一法則によれば次のようになる。
{\displaystyle \Delta U=Q-W\ }
すなわち、系の内部エネルギーは仕事によっても熱力学的系の境界を越えた熱流によっても変化する。より詳細に言えば、内部エネルギーとは系内の微視的形態のエネルギーの総和である。それは分子の構造や分子の活動度と関連し、分子群の運動エネルギーと位置エネルギーの総和と見なすことができる。それは次のような種類のエネルギーで構成される。
乱雑な分子の並進運動のエネルギーと分子内の回転・振動運動のエネルギー、分子間の相互作用によるエネルギーや原子核エネルギーなどの和を、物質の内部エネルギーと呼ぶ。
定圧の理想気体に対して熱の形でエネルギーが流入すると、内部エネルギーが増大し、体積が制限されていなければ体積の変化（系の境界に対する仕事）が起きる。第一法則に立ち返り、系がなす仕事{\displaystyle W}を「境界 (boundary) に対する仕事{\displaystyle W_{\mathrm {boundary} }}」と「その他 (other) の仕事{\displaystyle W_{\mathrm {other} }}」に分けると、次のようになる。
{\displaystyle \Delta U+W_{\mathrm {boundary} }=Q-W_{\mathrm {other} }\ }
{\displaystyle \Delta U+W_{\mathrm {boundary} }} はエンタルピー {\displaystyle H} であり、熱力学ポテンシャルの1つである。エンタルピー {\displaystyle H} と内部エネルギー {\displaystyle U} は共に状態関数である。熱機関のような循環過程では、1サイクルが完了すると状態関数が初期値に戻る。一方 {\displaystyle Q} も {\displaystyle W} も系の属性でないとき、循環のステップ上で総和が0になるとは限らない。熱の無限小の表現 {\displaystyle \delta Q} は、仕事に関する過程の不完全微分を形成する。しかし、体積が変化しない過程などでは {\displaystyle \delta Q} が完全微分を形成する。同様に（熱の移動がない）断熱過程では、仕事の式は完全微分を形成するが、熱の移動を伴う過程では不完全微分となる。

### エンタルピーと内部エネルギー交換
ある物体（系）の温度変化とそれに要するエネルギーの比を熱容量と呼ぶ。また、単位質量、単位物質量、または単位体積あたりの熱容量を比熱容量と呼ぶ。

#### 定積熱容量と定圧熱容量
ピストン内の気体のような単純な圧縮可能な系では、エンタルピーと内部エネルギーの変化はそれぞれ定圧熱容量と定積熱容量とに関連付けることができる。体積を一定に保つ（定積）条件の下では、初期温度 T0 から最終的な温度 Tf に変化させるのに要する熱 {\displaystyle Q} は次の式で表される。
{\displaystyle Q=\int _{T_{0}}^{T_{f}}C_{v}\,dT=\Delta U\,\!}
一方、圧力を一定に保つ（定圧）条件の下では、熱は次の式で表される。
{\displaystyle Q=\int _{T_{0}}^{T_{f}}C_{p}\,dT=\Delta H\ =\Delta U+\int _{V_{0}}^{V_{f}}P\,dV\,\!}

#### 圧縮できない物質
定圧過程において系の体積変化を無視できる場合、外界へ仕事がなされず、内部エネルギーとエンタルピーの変化は一致する。このとき、{\displaystyle C_{p}} と {\displaystyle C_{v}} は等しくなる。

### 比熱容量
比熱容量とは、単位質量当たりの熱容量である。熱容量は注目している系全体のエネルギーと温度の関係を示したものだが、比熱容量は系を構成する物質やその結晶構造の性質を示す。
十分低温な液体では、量子効果が重要になる。例えばヘリウム4のようなボース粒子の挙動がある。その場合、ボース＝アインシュタイン凝縮点を境として比熱容量は不連続に変化する。
固体の振る舞いは、古典的にはデュロン＝プティの法則によって説明されるが、これは比較的高温の領域でのみ成り立つ。低温の固体の振る舞いはデバイ模型によって説明できる。金属のように伝導電子の寄与がない場合、比熱への寄与は格子振動によるものが主となる。デバイ模型において、デバイ温度より十分低温の領域では比熱容量は温度の3乗に比例する。
一方、金属中の伝導電子の挙動を考慮する場合、第二項としてフェルミ分布関数などを必要とする。

#### モル熱容量と比熱容量
単位物質量当たりの熱容量をモル熱容量と呼ぶ。モル熱容量と比熱容量は、体積や分子数といった示量変数ではなく系の内部自由度に依存している。一方、熱容量は系の分子数に依存する示量変数である。
熱容量は質量 {\displaystyle m} と比熱容量 {\displaystyle c_{s}} の積で表される。
{\displaystyle C_{p}=mc_{s}}
あるいは、モル数とモル熱容量 {\displaystyle c_{n}\,\!} から次のようにも表される。
{\displaystyle C_{p}=nc_{n}}

## エントロピー
1856年、ドイツの物理学者ルドルフ・クラウジウスが熱力学第二法則を定義し、そこで熱 Q と温度 T から次のような値を考えた。
{\displaystyle {}{\frac {Q}{T}}}
そして1865年、この比をエントロピーと名付け、S と表記するようにした。
{\displaystyle \Delta S={\frac {Q}{T}}}
従って、熱の不完全微分 δQ は TdS という完全微分で定義されることになる。
{\displaystyle \delta Q=TdS\,}
言い換えれば、エントロピー関数 S は熱力学的系の境界を通る熱流の定量化と測定を容易にする。

## 工学と熱

### 工学における伝熱

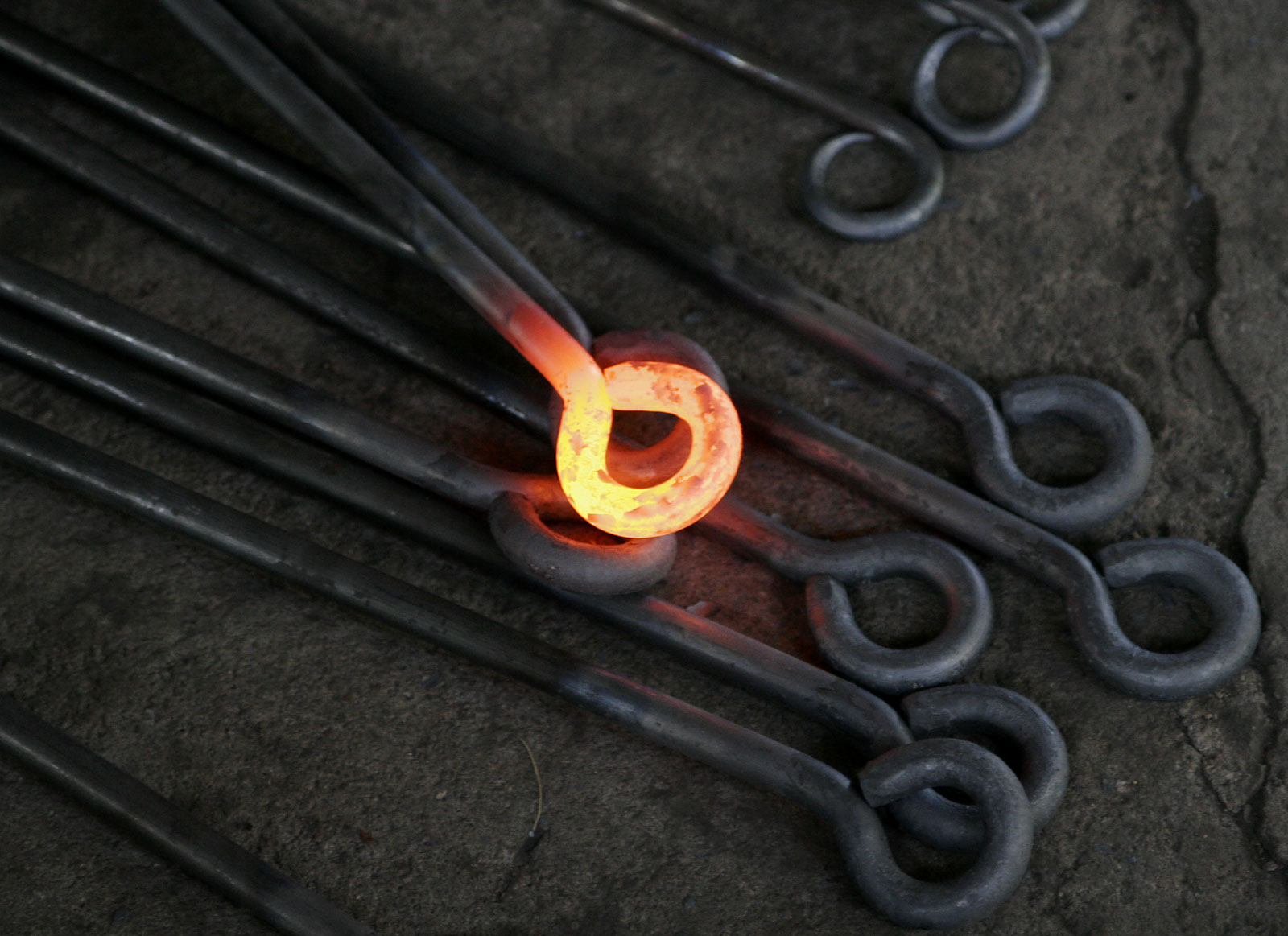
赤熱した鉄が周囲に伝熱している（主に温度放射）

一般に伝熱を扱う工学分野として機械工学と化学工学がある。「熱」の定義にはエネルギーの移動が含まれているが、「伝熱」という用語は工学などの場面で古くから使われてきた。伝熱は様々な機器や過程の設計・運用にとって重要な要素である。
伝熱は、[熱伝導]の機構でなされる。対流や放射は熱の移動形態ではなく、エネルギー移動形態であり、その機構について挙動を説明する別個の物理法則が発見されているが、実際のシステムではこれらが複合的に作用することがある。システムの伝熱を近似的に推定するための様々な数学的方法が開発されてきた。

### 熱から仕事への変換
仕事は熱に容易に変換することができるが、熱を仕事に変換するのは容易ではない。熱を仕事に変換する装置は熱機関と呼ばれている。また熱機関による熱から仕事への変換効率のことを熱効率といい、通常{\displaystyle \eta }（イータ：ギリシア文字）で表される。熱機関に与えられた熱を {\displaystyle Q}、得られた仕事を {\displaystyle W} とすれば、{\displaystyle \eta =W/Q} となる。熱機関においては、いかなる装置でも高温の熱源から低温の熱源への熱の流出を完全に防ぐことはできないため、{\displaystyle \eta =1} となる（すなわち、与えた熱を完全に仕事に変換できる）熱機関は存在しえない（熱力学第二法則）。このことは永久機関の存在の不可能性とも関連がある。

## 「熱」の歴史

### カロリック説
過去、熱に関してはその源として熱素なるものの存在が信じられていた（カロリック説）。熱素説は熱量保存則が根底にあったことを忘れてはならない。熱素説は後にランフォード伯らによって否定された。ランフォード伯が、大砲の製作現場の金属の削り取りにおいて際限なく熱が発生することに矛盾を見出だした、という逸話はよく知られている。熱素説が正しければ、熱量は保存するので摩擦による熱の発生はいつか停止するはずだからである。

## 熱量計
熱量計は物質の化学反応や状態変化に伴う熱容量の測定に用いられる。温度計と断熱容器で構成される。外部から熱が入ったり出て行かないように断熱容器になっている。